# George Alencherry
George Alencherry (Malayalam: മാർ ജോർജ് ആലഞ്ചേരി, Mār Jēārj Ālañcēri) (Thuruthy, 19 april 1945) is een Indiaas geestelijke en grootaartsbisschop-emeritus van de Syro-Malabar-Katholieke Kerk en een kardinaal van de Rooms-Katholieke Kerk.
Alencherry werd op 19 november 1972 priester gewijd. Op 11 november 1996 werd hij benoemd tot bisschop van Thuckalay; hij was de eerste bisschop van dit nieuw ingestelde bisdom. Zijn bisschopswijding vond plaats op 2 februari 1997.
Alencherry werd op 24 mei 2011 benoemd tot grootaartsbisschop van Ernakulam-Angamaly, het belangrijkste aartsbisdom van de Syro-Malabar-Katholieke Kerk, als opvolger van Varkey Vithayathil die op 1 april 2011 was overleden. Hij is de eerste leider van deze kerk die door een synode werd gekozen, een recht dat de kerk in 2004 verwierf. Zijn benoeming werd een dag later bevestigd door paus Benedictus XVI.
Alencherry werd tijden het consistorie van 18 februari 2012 kardinaal gecreëerd. Hij kreeg de rang van kardinaal-priester. Zijn titelkerk werd de San Bernardo alle Terme. Hij nam deel aan het conclaaf van 2013, dat leidde tot de verkiezing van paus Franciscus.
Alencherry ging op 7 december 2023 met emeritaat. Op 19 april 2025 verloor hij - in verband met het bereiken van de 80-jarige leeftijd - het recht om deel te nemen aan een toekomstig conclaaf. 
- Système universitaire de documentation: 125376650
- Virtual International Authority File: 198902359